# Žarnovica
 Ovo je glavno značenje pojma Žarnovica. Za druga značenja pogledajte Okrug Žarnovica.
Žarnovica (mađ. Zsarnóca, njem. Scharnowitz) je grad u Banskobistričkom kraju u središnjoj Slovačkoj. Središte Okruga Žarnovica.

## Povijest
Prvi pisani spomen grada Žarnovica je iz 1332. Rimokatolička crkva sv. Apostola Petra i Pavla podignita je 1400.

## Stanovništvo
| Godina:     | 1993. | 2003.   | 2013.   | 2023.    |
| ----------- | ----- | ------- | ------- | -------- |
| Broj ljudi: | 6592  | 6543    | 6431    | 5669     |
| Razlika:    |       | -0,74 % | -1,71 % | -11,84 % |

| Godina:     | 2022. | 2023.   |
| ----------- | ----- | ------- |
| Broj ljudi: | 5729  | 5669    |
| Razlika:    |       | -1,04 % |

Prema popisu stanovništva iz 2001. grad je imao 6596 stanovnika.

### Etnički sastav
- Slovaci 95,59 %
- Romi 1,61 %
- Česi 0,73 %
- Mađari 0,12 %[6]

### Religija
- rimokatolici 78,73 %
- ateisti 15,25 %
- protestanti 1,32 %[6]

## Vanjske poveznice
- Službena stranica grada